# Matopo inangulata
Matopo inangulata là một loài bướm đêm trong họ Noctuidae.